# Тытарь, Владимир Маркович
Владимир Маркович Ты́тарь (1924—1945) — майор Рабоче-крестьянской Красной Армии, участник Великой Отечественной войны, Герой Советского Союза (1945).

## Биография
Владимир Тытарь родился 26 апреля 1924 года в селе Павлоградка.
Весной 1941 года окончил среднюю школу и начал готовиться к поступлению в институт инженеров железнодорожного транспорта, после начала войны попытался записаться в армию добровольцем, но не прошёл по возрасту, и стал работать в колхозе учётчиком тракторного отряда.
В феврале 1942 года Тытарь был призван на службу в Рабоче-крестьянскую Красную Армию и направлен на учёбу в Новосибирское пехотное училище, которое закончил в феврале 1943 года. 
После окончания училища в звании лейтенанта вступил в бой на Северо-Западном фронте, вскоре вступил в ВКП(б).
В конце 1944 года майор Владимир Тытарь был назначен начальником штаба 469-го стрелкового полка 150-й стрелковой дивизии 3-й ударной армии 1-го Белорусского фронта.
Отличился во время Берлинской операции. 17 апреля 1945 года Тытарь во главе группы из двух рот переправился через реку и, обойдя укреплённую станцию Нойтреббин, атаковал противника с тыла. Когда противник предпринял контратаку семью самоходными артиллерийскими установками при поддержке пехоты, Тытарь вёл огонь из пулемёта, сумев отрезать пехоту от машин, а затем первым поднялся в атаку. В том бою он был убит осколком разорвавшегося немецкого снаряда. Похоронен в берлинском парке Тиргартен.
Указом Президиума Верховного Совета СССР от 31 мая 1945 года за «образцовое выполнение боевых заданий командования на фронте борьбы с немецкими захватчиками, умелое руководство подразделением при наступлении на Берлин и проявленные при этом отвагу и геройство» майор Владимир Тытарь посмертно был удостоен высокого звания Героя Советского Союза. Также был награждён орденами Ленина, Отечественной войны 1-й и 2-й степеней, Красной Звезды, рядом медалей.

## Память
В честь В. М. Тытаря названы улицы в городе Омске и Павлоградке.
30 июня 1960 года пионерской дружине Павлоградской средней школы было присвоено имя Героя Советского Союза В. М. Тытаря.
В 2015 году в честь В. М. Тытаря названа Павлоградская гимназия.